# Harriet Forten Purvis
Harriet Forten Purvis   (Filadèlfia, 1810 - Washington DC, 1875) fou una abolicionista afroamericana i sufragista de primera generació. Amb sa mare i ses germanes, formà el primer grup abolicionista de dones, la Societat Femenina Antiesclavista de Filadèlfia. Organitzà molts actes antiesclavistas a sa casa, i amb el seu espòs, Robert Purvis, dirigí una estació de l'anomenat «Ferrocarril Subterrani». També fundà el Liceu Gilbert. Forten Purvis lluità contra la segregació i pel dret al vot de la població negra després de la Guerra de Secessió.

## Biografia
Harriet Davy Forten nasqué a Filadèlfia el 1810. Fou un dels vuit fills de James Forten i Charlotte Vandine Forten, James Forten fou inventor, empresari, abolicionista, i havia nascut lliure. El seu pare havia estat iniciat en els negocis per Robert Bridges, un fabricant de veles. Els Forten, la família negra més coneguda de la ciutat, destacaven per la seua hospitalitat. William Lloyd Garrison n'escrigué: "hi ha pocs superiors en refinament, en valor moral, en tot el que fa que el caràcter humà siga digne d'admiració i lloança". El seu pare és un dels 100 Destacats Afroamericans, segons la llista creada pel professor Molefi Kete Asante el 2002.
James i Charlotte Forten ajudaren a fundar i finançar sis organitzacions abolicionistes. Molts abolicionistes que visitaren Filadèlfia es quedaren a casa dels Forten. La seva mare, ella i les seves germanes, i Lucretia Mott fundaren l'organització abolicionista Philadelphia Female Anti-Slavery Society.
Son pare obrí una escola privada amb Grace Douglass, a la qual assistiren ella i els seus germans; professors particulars també els ensenyaren idiomes i música. L'abolicionista i poeta John Greenleaf Whittier escrigué un poema per a Harriet Forten, en què li expressava la seua admiració.
Fou membre de l'Associació Literària Femenina Negra, l'Associació Literària Edgeworth i l'Associació Minerviana Femenina.

### Matrimoni i fills

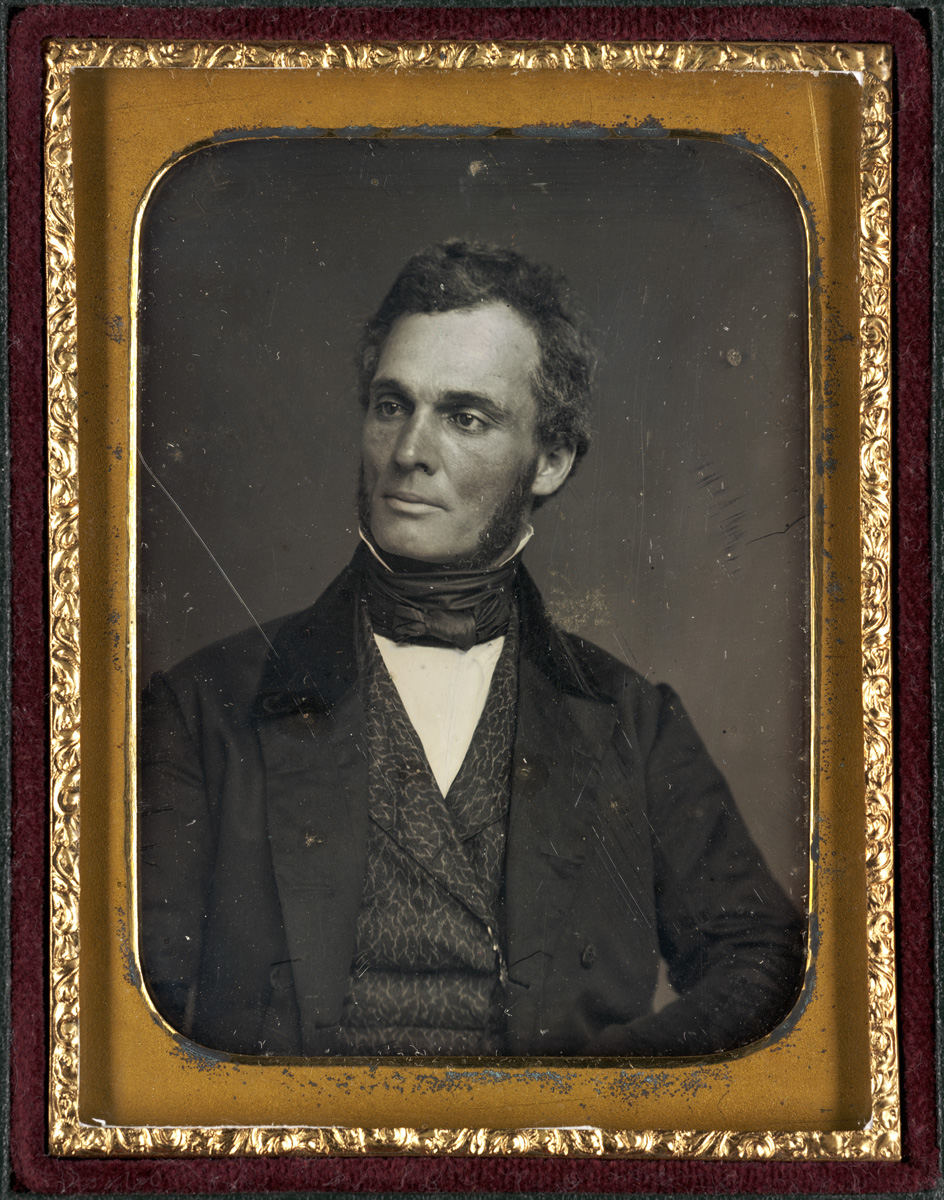
Robert Purvis (1810-1898)

Es casà el 13 de setembre del 1831 amb un afroamericà, Robert Purvis, professor abolicionista i antiesclavista de Carolina del Sud que, igual que el seu sogre, era ric. Els casà un bisbe episcopal. Harriet i Robert Purvis treballaren junts en el seu activisme.
| «                                  | El matrimoni igualitari dels Purvis i la seua associació activista fou un fenomen únic. Poques d'aquestes relacions existien en l'era victoriana. | » |
| — Joe Trotter i Eric Ledell Smith, | |   |

Harriet Forten Purvis fou sovint amfitriona d'activistes i abolicionistes, com ara, entre d'altres, William Lloyd Garrison, George Benson i George Thompson.  En la dècada del 1830, a la ciutat hi hagué manifestacions contra la gent negra i les persones que ajudaven els esclaus refugiats, que van esclatar en aldarulls racistes i violència. El 1834, 44 esglésies i edificis propietat de la població negra foren incendiats.
La seva germana, Sarah, que s'havia casat amb el germà de Robert, Joseph Purvis, escrigué articles i poemes per a la revista Liberator amb pseudònim. Frank Johnson, un dirigent de la comunitat afroamericana, compongué música per al seu poema The Grave of the Slave, que sovint es tocava en actes antiesclavistas. Vivien prop de la família de Robert i Harriet Purvis, a Byberry. El seu germà, Robert Forten, es quedà vidu al voltant del 1840, i la seua filla, Charlotte, visqué amb els Purvis i va ser educada amb un tutor privat.
El seu fill Charles Burleigh Purvis fou metge, professor de la Facultat de Medicina i el primer afroamericà que dirigí un hospital civil. Estudià a Oberlin College i al Wooster Medical College. Durant la Guerra Civil, fou metge i infermer de l'Exèrcit de la Unió.

### Últims anys
El 1873, Robert i Harriet Purvis es traslladaren a un barri de Mount Vernon. Van mantenir la seva casa de Byberry, que llogaren a la família Pierce.
Tres dels seus fills van morir, un de meningitis i dos de tuberculosi, que també fou la causa de la seva mort l'11 de juny del 1875. Va morir a Washington, DC, on el seu marit treballava com a comissionat d'una caixa d'estalvis (Freedman's Saving Bank). I fou enterrada a Germantown, al cementiri quàquer.

## Activisme

### Abolicionista i activista de drets civils
Harriet Forten Purvis era membre de la Societat Femenina Antiesclavista de Filadèlfia i, mentre estava embarassada, assistí a la Convenció contra l'Esclavitud de les Dones realitzada a Nova York el 1837 amb dues de les seues germanes. El 1838, la convenció es feu a Filadèlfia en el nou Pennsylvania Hall, un edifici construït per la Societat Antiesclavista de Filadèlfia. En una ocasió, Robert Purvis ajudà la seua esposa a sortir del carruatge i va haver-hi persones que s'hi enfadaren perquè pensaven que eren una parella interracial que promovia el mestissatge d'ètnies. L'edifici fou destruït per un incendi provocat per un grup esclavista. La convenció es va convocar a l'escola de la mestra i abolicionista Sarah Pugh. Dones blanques i negres participaren per igual en l'organització, cosa estranya en aquell moment.
Malgrat els aldarulls del primer any, Harriet Forten Purvis assistí a la convenció els següents dos anys. Fou delegada a les convencions del 1838 i 1839. En no poder llogar una sala a Filadèlfia el 1839, la convenció es va reunir en un estable. Fou copresidenta de les reunions de la Societat de Dones Antiesclavistes de Filadèlfia. El 1841, el grup es va manifestar contra l'exclusió de les escoles dominicals negres en l'exposició anual d'Escoles Dominicals en la Independence Square. L'any següent, fou un esdeveniment interètnic.
Una volta aprovada la Tretzena Esmena, Forten Purvis continuà lluitant per millorar els drets dels afroamericans. La Societat Antiesclavista Femenina continuà reunint-se: el setembre del 1866 per a discutir la situació dels estats del Sud. Ella i el seu marit s'implicaren en la Lliga d'Igualtat de Drets de l'Estat de Pennsilvània i Associació Americana d'Igualtat de Drets, dins el comitè executiu.
Harriet i Robert Purvis i Octavius Catto treballaren per a dessegregar els tramvies de Filadèlfia, amb la Lliga d'Igualtat de Drets de l'Estat de Pennsilvània. El 1867, s'aprovà una llei estatal que garantia l'accés als vehicles públics per a totes les ètnies.

### Productors lliures
Harriet entrà en la Societat de Produccció Lliures. Els seus membres compraven productes locals i boicotejaven els productes cultivats i recollits per esclaus.   Sovint fou delegada a les Convencions de Producció Lliure i fou membre de l'Associació de Productors Lliures de Color. Juntament amb Lucretia Mott i Sarah Pugh es mantingueren fidels a la seua postura sobre la producció lliure. Com afirma l'autora Carol Faulkner, "creien que la hipocresia amenaçava l'èxit de la seua croada".

### Ferrocarril Subterrani

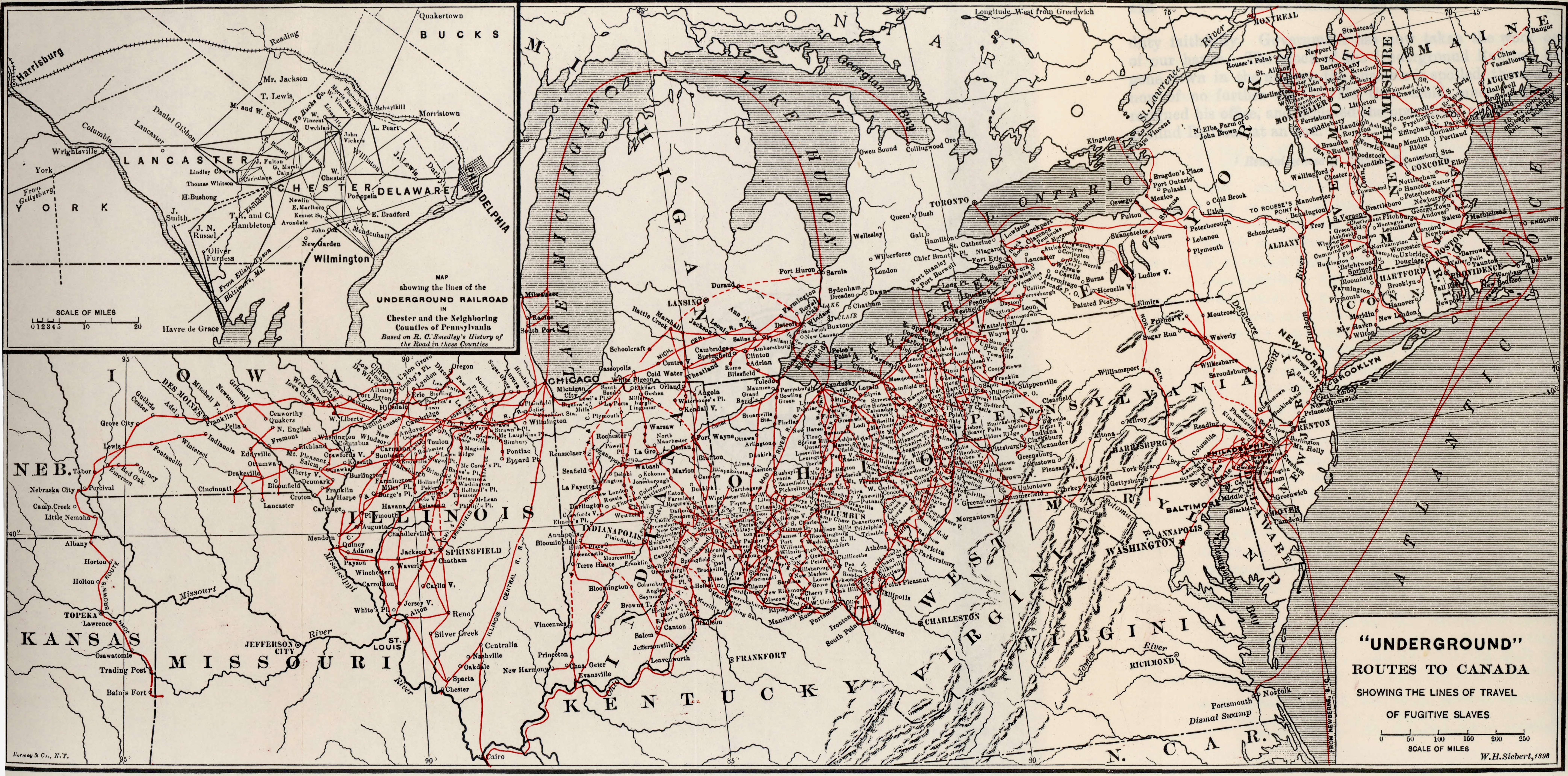
Mapa de rutes del Ferrocarril Subterrani

Harriet i Robert Purvis foren nomenats pares de la xarxa de rutes secretes i cases segures que es coneixia com a Ferrocarril Subterrani per haver fundat el Comité de Vigilància de Filadèlfia. Una estació començava a la seua casa de Lombard Street de Filadèlfia. La situació esdevingué perillosa al centre de Filadèlfia i la família es traslladà a una granja de la zona rural de Byberry (Filadèlfia) el 1843 o 1844. Ajudaren uns 9.000 esclaus fugitius al llarg del seu viatge al Canadà. A la seva casa de Byberry amagaren molts esclaus de les autoritats a gràcies a una trapa que Robert Purvis instal·là en el terra. Ella organitzava reunions abolicionistes a la seua casai dirigí la Societat Vigilant Femenina, que proporcionava diners per a transport i roba als viatgers del Ferrocarril Subterrani.

### Educació
Forten Purvis lluità per una legislació contra l'esclavitud i per a aconseguir una major igualtat per als afroamericans. Les escoles privades per a afroamericans no eren tan bones com les escoles públiques per a blancs. I els seus fills sempre estarien patint prejudicis racials, a pesar que la família gaudia d'una vida econòmicament bona.
La Byberry Friends Meeting, una casa de reunió quàquera, era a l'altre costat del carrer de la casa dels Purvis. Els seus fills assistiren a la seua escola. També a prop es trobava el Purvis Hall, construït per Robert Purvis el 1846. Era un lloc de trobada per a les reunions antiesclavistes i altres activitats comunitàries. Robert Purvis es negà a pagar l'impost escolar local el 1853, ja que els seus fills no rebien educació a les escoles. Harriet i el seu espòs fundaren el Liceu Gilbert.

### Sufragisme
Harriet Forten Purvis era membre de l'Associació Nacional pro Sufragi de les Dones, i amiga de Susan B. Anthony i Lucretia Mott, que també treballaven pel dret al vot de negres i dones, contra l'esclavitud i per una via de pas segura dels esclaus fugits. Ella i la seua germana Margaretta Forten organitzaren la Cinquena Convenció Nacional de Drets de les Dones a Filadèlfia el 1854. La seva filla, Hattie, fou la primera vicepresidenta afroamericana de l'organització. Altres dones negres que lluitaren pel dret al vot de les dones foren Sojourner Truth, Amelia Shadd, Mary Ann Shadd Cary, Nancy Prince i Francis Ellen Watkins Harper.